# Batamanta
La manta con mangas, popularmente conocida como batamanta, es una prenda de vestir unisex usualmente fabricada con lana o algodón y cuya apariencia es la de una bata empleada del revés, o sea, con su apertura central por la espalda.

## Marcas
La manta con mangas ha sido comercializada con diversos nombres, tales como Snuggie, Snuggler, Doojo, Toasty Wrap y Slanket, con diversos tamaños, colores y materiales, pero siempre con el mismo diseño. En Estados Unidos, durante 2009 la marca Snuggie se convirtió en todo un fenómeno cultural después del éxito que tuvieron varias parodias de sus vídeos de la teletienda. De forma similar, en toda la comunidad hispanoparlante la prenda se popularizó con el nombre de "batamanta" debido a un vídeo viral en Youtube de Loulogio en el que hizo un doblaje humorístico de dichos anuncios de teletienda estadounidenses.

## Cultura popular

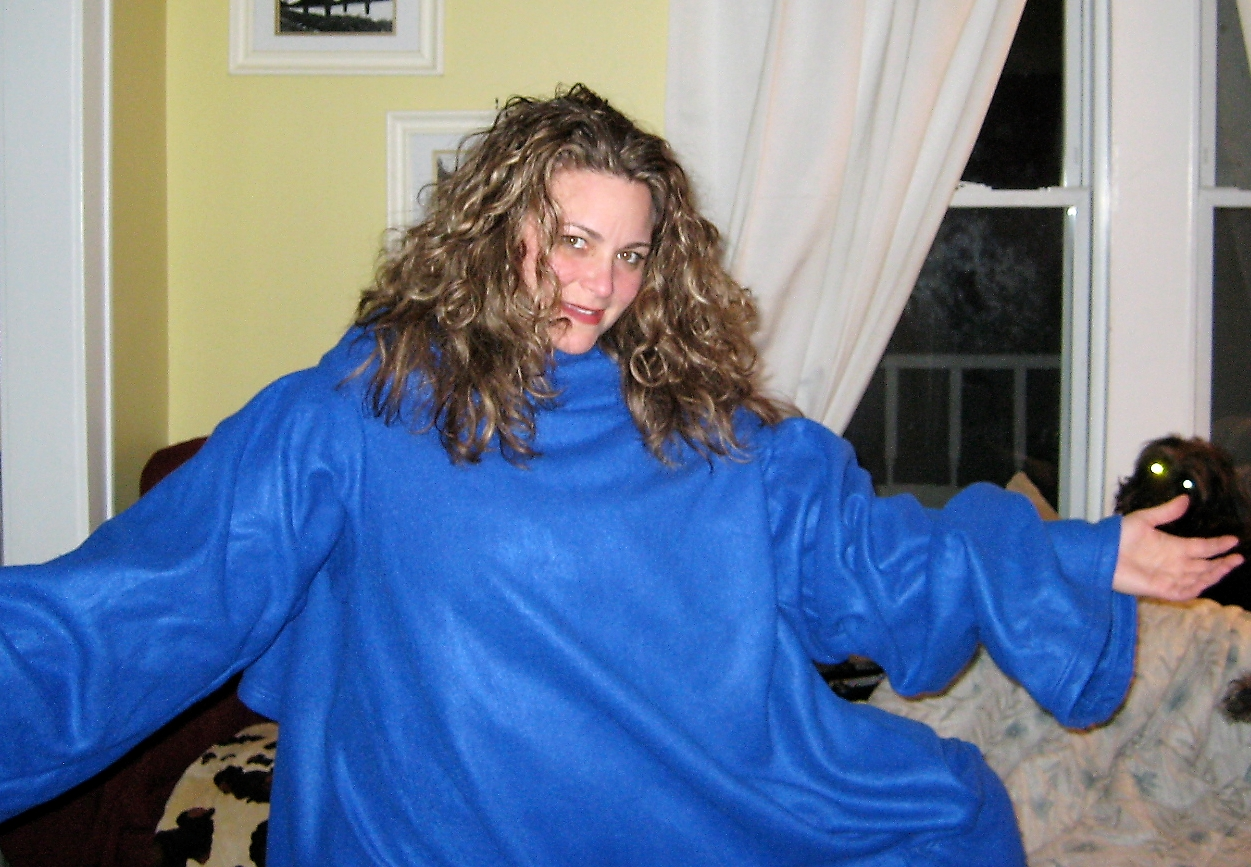
Mujer con batamanta

El fenómeno de la batamanta comenzó en los Estados Unidos en enero de 2009, cuando un video de la teletienda de Snuggie doblado a modo de parodia en YouTube por el usuario Jacksfilms (Jack Douglass) se expandió de forma viral, convirtiendo a la prenda en todo un meme. En abril de 2012, el vídeo ha alcanzado las 20 millones de vistas, existiendo además tres secuelas creadas por el mismo autor. El éxito en ventas de Snuggie ha originado la creación de otras versiones de la prenda, tales como una versión canina (Snuggie for dogs, "Snuggie para perros").
En España, tal fenómeno tardó algo más en hacerse notar, llegando en abril de 2010 con el conocido vídeo titulado "LABATAMANTA" creado por el humorista español Isaac Sánchez, conocido como Loulogio.

## Comercialización
La primera versión comercial de la manta con mangas se denominó Freedom Blanket (Manta de la libertad), sin embargo fue Slanket la primera batamanta en alcanzar cierta popularidad gracias a sus anuncios de la teletienda. El diseño del primer prototipo de Slanket fue creado por Gary Clegg y Ryan Lafayette en Maine en 1998, empleando un saco de dormir. La idea de Clegg vino de la manta con una manga que su madre le hizo para que la usara en su frío dormitorio. Más tarde, Clegg desarrolló el concepto hasta crear la Slanket actual, la cual posee dos mangas.

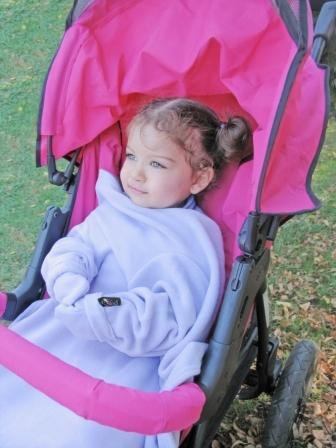
Niña pequeña vistiendo una batamanta Doojo.

La batamanta de marca Snuggie ha sido comercializada en los Estados Unidos, Canadá y Australia, siendo la versión más vendida hasta el momento. Su principal medio de difusión fue un popular anuncio de teletienda basado en marketing directo. En enero de 2009 ya se habían vendido más de 20 millones de prendas a nivel mundial.
La manta sin mangas de origen alemán Doojo fue creada en 2005 por el joven ingeniero Darko Sulentic. El modelo de Doojo se halla patentado en todos los países de Europa y está pendiente de ser patentada en Estados Unidos; a diferencia de otros diseños, el de Doojo presenta guantes integrados. El producto ha recibido ya nueve diferentes premios de diseño e innovación ("Design and Innovation Awards") y ha alcanzado una gran popularidad en el continente europeo.
Otra variante bastante conocida es Toasty Wrap, la cual se ha comercializado mediante infomerciales presentados por Montel Williams como una forma de ahorrar dinero en gastos de calefacción. Sin embargo, a partir de las similitudes de la publicidad de Toasty Wrap's con la de Snuggie, brandfreak.com sugiere que es probable que ambas marcas empleen el mismo fabricante.
El grupo de rock alternativo Weezer sacó a la venta en noviembre de 2009 su propia versión de la batamanta, la cual se encuentra disponible en color azul azafata con el nombre de "Weezer" en blanco. Ha sido apodada "Wuggie".
Otras variaciones son conocidas como Cuddlee (en DealsDirect) y Dreamie, la cual se suele vender en tiendas de descuento y de todo a 100. Asimismo existe una versión italiana llamada Kanguru, la cual incluye un bolsillo en su zona central.

### Nomenclatura
Actualmente, en Estados Unidos, la batamanta, se conoce también como "comfy blanket" (literalmente, manta cómoda). En cualquier caso, la Snuggie, en calidad de marca vulgarizada, es el término usado con mayor frecuencia en el mundo angloparlante para referirse a esta prenda. En España y Latinoamérica se suele preferir el término compuesto "batamanta".